# Rokiškis
Rokiškis anhörenⓘ (deutsch Rokischken, polnisch Rakiszki) ist eine Stadt mit etwa 14.400 Einwohnern und Sitz der gleichnamigen Rajongemeinde im Nordosten Litauens, nicht weit von der Grenze zu Lettland. Sie gehört zum Bezirk Panevėžys.

## Geschichte

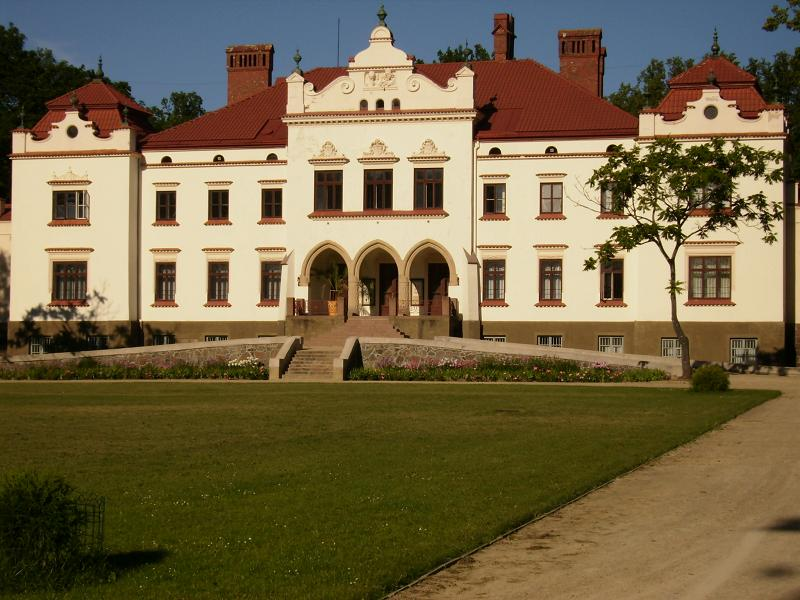
Das ehemalige Gutshaus der Familie von Tiesenhausens/Tyzenhauz in Rokiškis

Das Gut Rokiškis wurde erstmals 1499 in einem Brief Alexanders, des Großfürsten von Litauen, erwähnt. Dessen Nachfolger Sigismund der Alte verschenkte das Schloss 1523 an die Fürstenfamilie Kroszinski, die über 200 Jahre die Gegend regierte. Dann ging die Herrschaft durch Heirat auf die ursprünglich deutschbaltische Grafenfamilie Tyzenhauz (polonisierte Form von Tiesenhausen) über. In ihrer Zeit wurden Bauwerke errichtet, die die Stadt noch heute prägen, vor allem die von dem deutschen Architekten Gustav von Schacht entworfene und 1868 bis 1883 errichtete Matthäus-Kirche, die als wichtigstes neugotisches Bauwerk Litauens gilt.

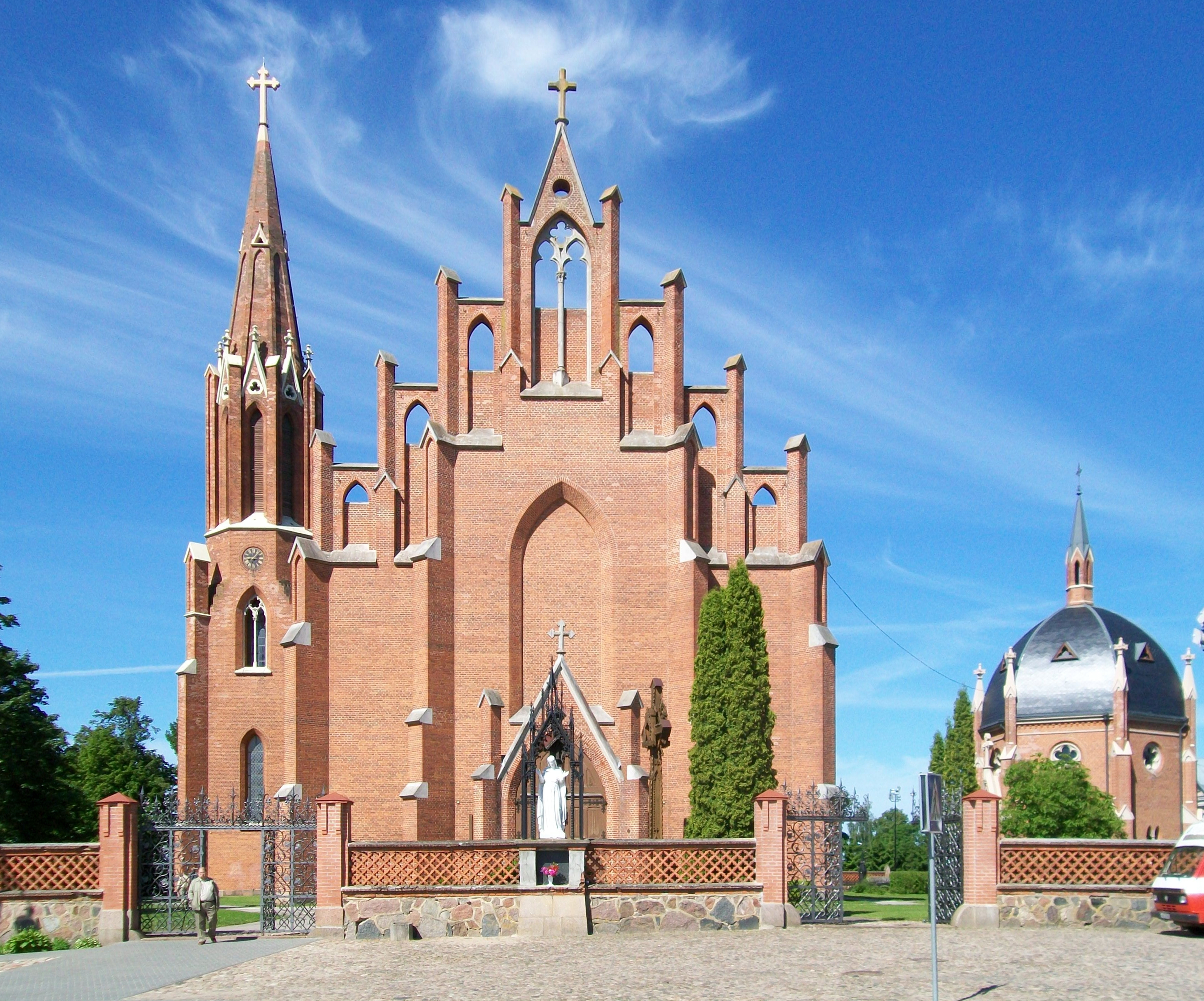
St.-Matthäus-Kirche, rechts davon die St.-Joseph-Kapelle, erbaut 1881 – 1885

Als die Wehrmacht am 21. Juni 1941 die Sowjetunion überfiel, wurde Litauen sehr schnell von den deutschen Truppen überrannt. Ihnen folgten rasch Einsatzgruppen der Sicherheitspolizei und des SD, um die litauischen Juden zu verhaften und umzubringen. Juden von Rokiškis und Umgebung wurden in nahe gelegenen Wäldern umgebracht. Der Jäger-Bericht beinhaltet die Angabe, dass dort am 15. und 16. August 1941 insgesamt 3208 Juden getötet wurden. Außerdem wurden Juden in das Ghetto von Joniškis deportiert und dort umgebracht.
Zur Zeit Sowjetlitauens wurden das Technikum Rokiškis gegründet, 1967 die Kulturschule Rokiškis und 1974 das psychiatrische Krankenhaus errichtet.

## Wirtschaft
Wichtige Industriebetriebe sind der Landmaschinenhersteller Rokiškio mašinų gamykla und der Molkereikonzern Rokiškio sūris.

## Rajongemeinde
Die Rajongemeinde (Rokiškio rajono savivaldybė) umfasst die drei Städte Rokiškis, Obeliai (1371 Einw.) und Pandėlys (1024 Einw.), die 9 Städtchen (miesteliai) Čedasai, Duokiškis, Juodupė  (2023 Einw.), Jūžintai, Kamajai, Panemunėlis, Panemunis, Salos ir Suvainiškis,  sowie 689 Dörfer, darunter Kavoliškis mit 1428 Einwohnern.
Sie ist eingeteilt in zehn Amtsbezirke (seniūnijos):
- Juodupė
- Jūžintai
- Kamajai
- Kazliškis
- Kriaunos
- Obeliai
- Pandėlys
- Panemunėlis
- Rokiškis Land
- Rokiškis Stadt

## Söhne und Töchter der Stadt
- Jonas Mulokas (1907–1983), Architekt und Ingenieur
- Algirdas Brazauskas (1932–2010), sowjetlitauischer Politiker, litauischer Präsident und Premierminister
- Antanas Trumpa (* 1942), Unternehmer
- Alfredas Pekeliūnas (* 1948), Agrarunternehmer und Politiker
- Algis Kazulėnas (* 1962), Politiker
- Milda Vainiutė (1962–2024), Juristin
- Loreta Graužinienė (* 1963), Politikerin
- Audrius Klišonis (* 1964), Politiker
- Dangutė Mikutienė (* 1966), Politikerin
- Arūnas Šileris (* 1976), liberaler Politiker
- Martynas Šlikas (* 1977), Eishockeyspieler
- Raivydas Stanys (* 1987), Hochspringer
- Liveta Jasiūnaitė (* 1994), Speerwerferin
- Jaunius Jasinevičius (* 1996), Eishockeyspieler